# 이와테카와구치역
이와테카와구치역(일본어: 岩手川口駅, いわてかわぐちえき)은 일본 이와테현 이와테군 이와테정에 있는 IGR 이와테 은하 철도 이와테 은하 철도선의 역이다.

## 타는 곳
혼합식 2면 3선 구조의 지상역이다. 양쪽 승강장은 가로다리로 이어져 있다.
| 1 | ■ 이와테 은하 철도선 | (하행) | 이와테누마쿠나이・니노헤・하치노헤 방면 |
| 2 |                      |        | 사용하지 않음                           |
| 3 | ■ 이와테 은하 철도선 | (상행) | 고마・모리오카 방면                     |

## 역세권 정보
- 국도 제4호선
- 기타카미강
- 이와테현도 제157호선(ja)
- 이와테현도 제158호선(ja)

## 역사
- 1898년 1월 11일: 일본 철도에서 가와구치역으로 영업 개시.
- 1906년 11월 1일: 국유화됨.
- 1934년 2월 1일: 역 명칭을 이와테카와구치역으로 변경.
- 1985년 3월 14일: 역 사무원 배치 폐지
- 1987년 4월 1일: 민영화에 따라, 동일본 여객철도가 계승.
- 2002년 12월 1일: 도호쿠 신칸센이 하치노헤역까지 연장 개통함에 따라 IGR 이와테 은하 철도로 이관.
- 2017년 12월 1일: 새 역사 완공.

## 인접역
| IGR 이와테 은하 철도 ■ 이와테 은하 철도선 | IGR 이와테 은하 철도 ■ 이와테 은하 철도선 | IGR 이와테 은하 철도 ■ 이와테 은하 철도선 |
| ----------------------------------------- | ----------------------------------------- | ----------------------------------------- |
| 고마 모리오카 방면                        | ■ 보통                                    | 이와테누마쿠나이 하치노헤 방면            |